# Lidija Seničar
Lidija Seničar (djevojački: Lazović; Beograd, 19. listopada 1973.) srbijanska je povjesničarka umjetnosti, kustosica, selektorica i kulturna djelatnica, poznata po međunarodnim poduhvatima kreativnosti djece i mladih. 
Urednica je umjetničkih programa Dječjeg kulturnog centra Beograda, gdje uređuje i međunarodni likovni natječaj "Radost Europe". Autorica je Istraživačkog arhiva dječje kreativnosti „Izrastanje“ i drugih. 

## Životopis

### Obrazovanje
U Beogradu je završila osnovnu školu i Dvanaestu gimnaziju (kulturno-jezični) odjel za stranog dopisnika. Diplomirala je 1999. godine, na katedri za povijest umjetnosti Filozofskog fakulteta Sveučilišta u Beogradu, na Katedri za nacionalnu povijest umjetnosti novog vijeka, s temom "Krunidba Bogorodice kao ikonografska tema u srpskom baroknom slikarstvu", ocijenjenom summa cum laude. 
U organizaciji Ministarstva kulture i informisanja RS pohađala je seminare iz muzeologije. Titulu kustosice stekla je 2006. godine. 

### Karijera
O sceni suvremene umjetnosti u Beogradu pisala je u redakciji Ekspres Politike, 2001-2002. godine. Radila je 2004. godine u umjetničkoj skupini FIA kao koordinator posjeta muzejima i suorganizator poduhvata "Publikum kalendar 2005. Fenomen: karlssonwilker". 
Zaposlila se kao kustosica pripravnica 2005. godine. u Muzeju primijenjene umjetnosti u Beogradu, u odjelu za odnose s javnošću i kao suradnik Odjela za obrazovanje. 
S kolegama kustosima iz beogradskih muzeja — Narodnog muzeja, Etnografskog muzeja, Prirodoslovnog muzeja, Muzeja historije Jugoslavije ... — osnovala je 2006. "Centar — Centar", nedobitnu društvenu udrugu posvećenu približavanju kulturnih sadržaja osobama s invaliditetom i predstavljanju njihove kreativnosti, s ciljem da kulturu učini dostupnom svima. Ostvarene su mnoge zapažene radionice i izložbe. 
Zaposlena je u Dječjem kulturnom centru Beograda 2010. godine kao glavna urednica Galerije, gdje osmišljava i provodi izložbeni i obrazovni program Galerije (oko 25 izložbi godišnje), promičući umjetničko stvaralaštvo djece i približavajući umjetnost djeci i mladima. Od 2012. urednica je umjetničkih programa Dječjeg kulturnog centra Beograda.  
Njezin urednički angažman uključuje i projekte poput Međunarodnog likovnog natječaja "Radost Europe"; "Svjetovi i heroji" — posvećeni srbijanskom lutkarstvu i kazalištu za djecu; "Tvoj čarobni svijet" s Goethe institutom; Natječaj za nagradu "Bogomil Karlavris" za istaknute rezultate i poseban doprinos u području umjetnosti i obrazovanja djece i mladih; „Mudrost osjetila — dječja umjetnost“, izložba studenata Fakulteta likovnih umjetnosti i Fakulteta primijenjenih umjetnosti i dizajna u okviru predmeta Nastavne metode likovnih umjetnosti (metodička praksa u predškolskim ustanovama, osnovnim i srednjim školama — srednjim stručnim školama, gimnazijama i umjetničkim školama, školama za djecu s invaliditetom, domove za djecu bez roditeljskog staranja); Tradicionalni paneli "Likovna pedagogija — aktualna pitanja, dileme i perspektive"; projekt „Lego - suvremena igračka“ i drugi. 
Recenzent je udžbenika likovnih umjetnosti za peti i šesti razred osnovne škole u izdavačkoj kući „Klett“. Suradnica je Muzeja primijenjene umjetnosti u Beogradu u okviru Dječjeg listopadskog salona. 

### Autoričini projekti (izbor)
- „Izrastanje“, projekt praćenja umjetničkih senzibiliteta odraslih i likovno oblikovanih osoba od rane dobi, na principu da je umjetnička kultura ranog djetinjstva nužna za formiranje ličnosti (od 2011. godine; jedna izložba i okupljanje godišnje)[3][4]
- Međunarodni natječaj za strip-pasicu (od 2011; godišnje)
- Arhiva za istraživanje kreativnosti djece (2015);
- "Od antičkog hrama do čovjeka nove individualnosti — povijest civilizacije kroz vizualni rječnik modernog doba" (2016)

## Vanjske poveznice
- Dječji kulturni centar Beograd, službena stranica